# Loser
```
 For alternative betydninger, se 
Loser (flertydig)
.
 
(
Se også artikler, som begynder med Loser
)
```

Loser er et bjerg i Ausseerland i Østrig, som når op i 1.838 meters højde. Bjerget er et markant vartegn i Ausseerland. De lokale indbyggere kaldar det også for Ausseer Ohrwaschl (Aussee-øret) på grund af formen. Man kan nå toppen med bil via en betalingsvej på ni kilometer. I 1.600 meters højde ligger Loser Restaurant, og her fra kan man gå forskellige vandreture. Søen Augstsee ligger i nærheden af restauranten og er mål for mange vandrere. Herfra kan man nå toppen ved at gå forbi Loser-Fenster (Loser-vinduet), en naturlig port i bjerget. Et af de vigtigste skicentre i Ausseerland ligger på Loser.

## Loser solkraftværk
Det største solkraftværket i Alperne ligger på sydsiden af Loser i 1.600 meters højde. Den rene luft, fravær af tåge, og refleksionen fra sneen om vinteren skaber gode forhold for at omforme sollys til elektricitet. Loserkraftværket blev bygget i slutningen af 1980'erne og består af 598 solcellemoduler, som dækker et område på 263 kvadratmeter. Tre elektriske generatorer producerer omkring 30.000 kwh om året, som sendes ud på elnettet.
- Loser solkraftværk
- Udsigt over Altaussee